# Луций Цецилий Метелл Дентер
Лу́ций Цеци́лий Мете́лл Де́нтер (лат. Lucius Caecilius Metellus Denter, умер в 284 или 283 году до н. э.) — древнеримский военачальник и политический деятель, самый первый из упоминающихся в источниках Цецилиев Метеллов, консул 284 года до н. э. Возможно, был также претором в 283 году до н. э. Погиб в битве с галлами-сенонами.

## Происхождение
Луций Цецилий принадлежал к плебейскому роду Цецилиев, происходившему, согласно более поздним генеалогическим легендам, от сына бога Вулкана Цекула, основателя города Пренесте, или от спутника Энея по имени Цека. Метелл Дентер является первым известным из источников представителем крупнейшей династии политиков III — начала I веков до н. э., Цецилиев Метеллов и, возможно, вообще первым, кто стал носить когномен Метелл (Metellus). Капитолийские фасты называют преномен его отца — Гай (умалчивая при этом о деде); но немецкий историк Фридрих Мюнцер в составленной им родословной таблице Метеллов начинает генеалогию именно с Метелла Дентера.

## Биография
Луций Цецилий впервые упоминается в источниках под 284 годом до н. э., когда он был уже консулом вместе с патрицием Гаем Сервилием Туккой. В этом году, согласно сообщению Полибия, галлы из племени сенонов вторглись в Этрурию, убили римских послов и осадили Арреций. Метелл («военачальник Луций») во главе армии двинулся на помощь этому городу, но в битве под его стенами был разгромлен и сам погиб вместе с большинством своих солдат. Римлянам пришлось выбирать консула-суффекта (им стал Маний Курий Дентат, вскоре одержавший победу над врагом).
Более поздние источники датируют сражение при Арреции следующим годом, 283 до н. э. По их данным, в этом году Метелл Дентер был уже претором. «Отправленный с войском для отмщения за кровь послов и для укрощения буйства врагов», он погиб в бою с галлами и этрусками. Вместе с ним погибли семь военных трибунов и ещё тринадцать тысяч воинов. Эту версию излагают Тит Ливий и Павел Орозий.
Мюнцер считал более правдоподобной первую версию, предполагая, что претура Метелла Дентера была выдумана младшими анналистами. Автор классического справочника о римских магистратах Томас Броутон придерживался мнения, что претура Луция Цецилия после его консулата возможна, как и наследование Метеллу Мания Курия в качестве претора-суффекта. Немецкий историк Вильгельм Друман датировал претуру Метелла 285 годом до н. э.

## Потомки
Предположительно сыном Метелла Дентера был Луций Цецилий Метелл, становившийся консулом в 251 и 247 годах до н. э. Его потомками являются все последующие представители этого семейства.